# Nguyễn Đình Hoàn (võ tướng)
Nguyễn Đình Hoàn (? -1765), tên chữ là Linh Thuyên; là võ quan nhà Lê trung hưng trong lịch sử Việt Nam.

## Tiểu sử
Nguyễn Đình Hoàn là người làng Hương Duệ, huyện Kỳ Hoa (nay là hai huyện Kỳ Anh và Cẩm Xuyên), tỉnh Hà Tĩnh. Ông thuộc dòng họ Nguyễn Đình ở làng Lam Vĩ, xã Thiệu Vũ, huyện Thiệu Hoá, tỉnh Thanh Hóa. Cha ông là Nguyễn Đình Quế, cũng là người lỗi lạc, có sức mạnh và chí lớn.
Năm 1740, Nguyễn Đình Hoàn làm Thị vệ trong phủ chúa Trịnh Giang. Lúc bấy giờ, chúa bị bệnh nặng phải ở một chỗ kín, hoạn quan Hiệp quận công Hoàng Công Phụ nhân đó mà chuyên quyền, khiến triều chính rối nát. Thấy vậy, Nguyễn Đình Hoàn cùng các quan là Nguyễn Quý Cảnh, Trương Khuông và Vũ Liễu bí mật bàn mưu lập em chúa là Trịnh Doanh lên làm chúa mới.
Ngày lập Trịnh Doanh, Nguyễn Đình Hoàn rước chúa mới lên triều, đốc các đạo quân hộ vệ làm lễ. Khi ngôi chúa đã định, ông nhận lệnh đem quân bảo vệ cung Thưởng Trì (nơi an trí Thái thượng vương Trịnh Giang), đồng thời đi bắt quyền thần Hoàng Công Phụ. Khi bàn đến công phò lập, ông được phong làm Đặc tiến Phụ quốc Thượng tướng quân, rồi Tuyên lực Kiệt tiết công thần.
Cuối năm ấy (1740), chúa Trịnh Doanh và Nguyễn Đình Hoàn đem đại quân đi dẹp quân nổi dậy của Vũ Đình Dung ở Ngân Già thuộc Sơn Nam Hạ (nay là Nam Định). 
Sách Lịch triều hiến chương loại chí (mục Nhân vật chí) kể:
...Ngân Già là giặc hiệt kiệt nhất ở vùng Nam. Chúng đều hung tợn, không sợ chết, tiến lui không có trận pháp, gặp quân là vác đao xông vào chém bừa chân người, chân ngựa. Các tướng đã nhiều lần bị thua. Đến nay chúa (Trịnh Doanh) thân đi đánh. Giữa lúc các quân hợp sức đánh chưa hạ được giặc, ông (Nguyễn Đình Hoàn) đem quân bản bộ đi đường tắt, bắn vào phía hữu trại giặc rồi phóng lửa đốt, khói mù trời, quân giặc tan vỡ cả. Quan quân thừa thắng giáp công, giặc chết nằm gối lên nhau, bắt tù được đầu sỏ đem chém... Bàn đến chiến công dẹp giặc thì trận thắng này của ông (Nguyễn Đình Hoàn) là hơn hết....
Sau đó (1741), ông được thăng làm Đô đốc, rồi Phụng thị Thư tả, nắm quyền Phủ sự trong phủ chúa. Trong đời vua Lê Hiển Tông, ông lại được gia phong làm Thái phó, vẫn nắm quyền Phủ sự trong phủ chúa cho đến khi về hưu. Sau lại được triệu ra làm Ngũ lão hầu chúa, tước Hoán Quận công, gia tặng Thái bảo.
Nguyễn Đình Hoàn mất năm Ất Dậu (1765), được an táng tại xứ Đồng Nhuệ, thôn Kiến Trung, xã Vạn Hà, phủ Thiệu Hóa (nay là thôn Kiến Trung, thị trấn Vạn Hà, huyện Thiệu Hóa), tỉnh Thanh Hóa.
Nghe tin ông mất, triều đình cử quan đến lo việc tang, ban tên thuỵ cho ông là Trung Nghị, và phong làm phúc thần (Cung ý Anh liệt Nghĩa khái Đại vương).

## Nhận định
Danh sĩ Phan Huy Chú trong Lịch triều hiến chương loại chí đã nhận xét về ông như sau: 
Ông là người mưu lược, quyết đoán, phò chúa lên ngôi lớn, giúp việc quân, công lao danh vọng long trọng, chúa rất quyến luyến chú trọng, tin cậy .

## Sách tham khảo chính
- Phan Huy Chú, Lịch triều hiến chương loại chí (Tập 1, bản dịch). Nhà xuất bản Khoa học xã hội, Hà Nội, 1992.